# Yamutbal

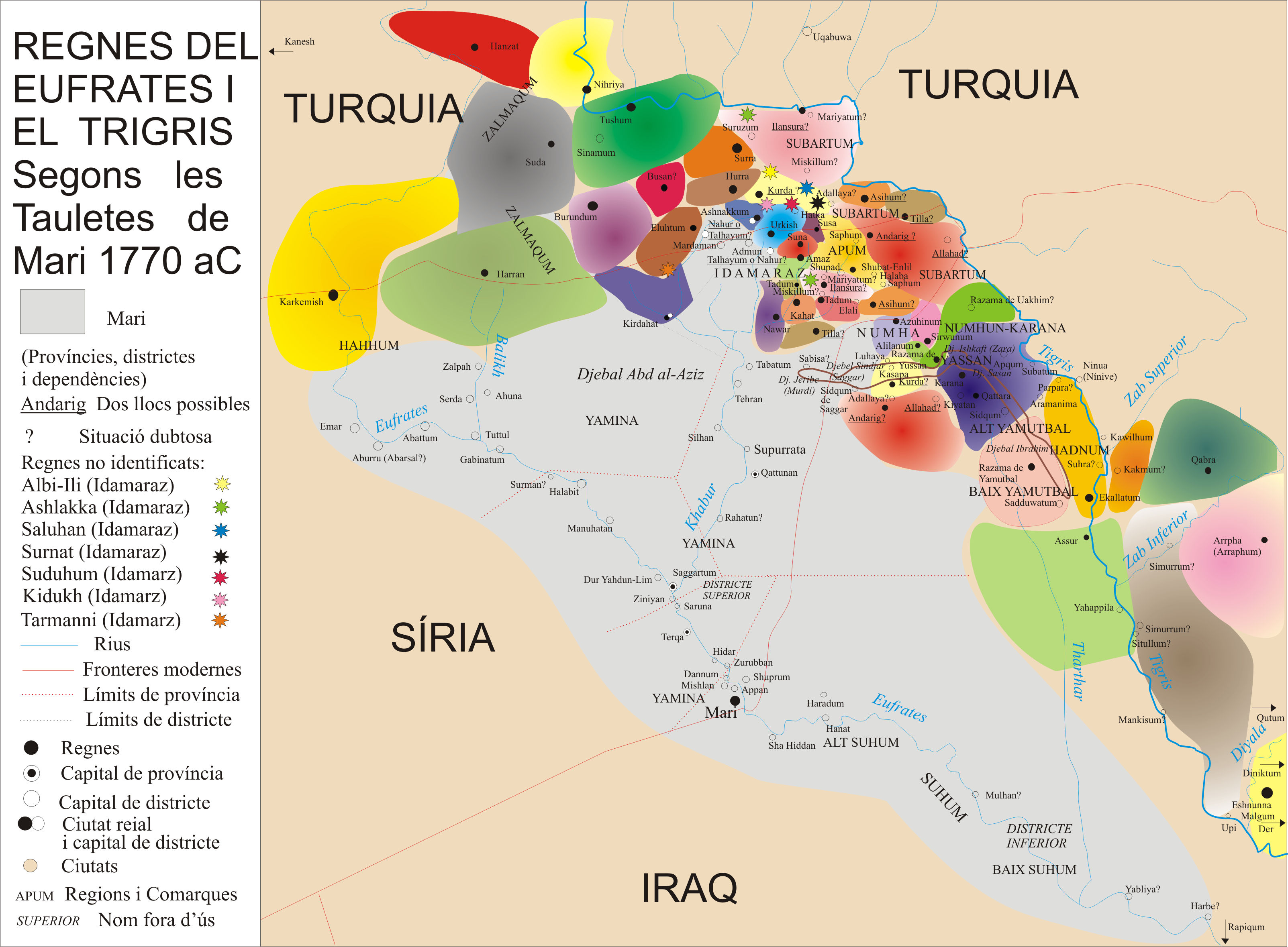
Mapa

Yamutbal fou una tribu dels amorrites. Estava dirigida per Kudurmabug, que va conquerir Larsa cap al 1835 aC on va instal·lar com a rei al seu propi fill Waradish. Aquests terres foren conegudes com a "Terra dels Yamutbal". Per aquesta secció dels Yamutbal cal consultar Larsa.
Una part de la tribu vivia més al nord. Vers el 1775 aC es van apoderar de Razama que pertanyia a Ekallatum. Vers el 1770 aC la tribu estava aliada a Zimrilim de Mari sent rei Sharraya o Sharriya. La seva capital era Razama del nord (Razama de Yussan) que va patir almenys dos setges. Vers el 1760 aC va caure en mans d'Hammurabi de Babilònia.